# Association Sportive de Saint-Étienne 1970-1971
Questa voce raccoglie le informazioni riguardanti l'Association Sportive de Saint-Étienne nelle competizioni ufficiali della stagione 1970-1971.

## Maglie e sponsor
Lo sponsor tecnico per la stagione 1970-1971 è Le Coq Sportif.
| Manica sinistra · Manica sinistra · Maglietta · Maglietta · Manica destra · Manica destra · Pantaloncini · Calzettoni |

## Rosa
| N. |                       | Ruolo | Calciatore        |
| -- | --------------------- | ----- | ----------------- |
|    | Francia (bandiera)    | P     | Georges Carnus    |
|    | Francia (bandiera)    | P     | Gérard Migeon     |
|    | Francia (bandiera)    | D     | Bernard Bosquier  |
|    | Francia (bandiera)    | D     | Francis Camerini  |
|    | Jugoslavia (bandiera) | D     | Vladimir Durković |
|    | Francia (bandiera)    | D     | Gérard Farison    |
|    | Francia (bandiera)    | D     | Alain Merchadier  |
|    | Francia (bandiera)    | D     | Georges Polny     |
|    | Francia (bandiera)    | D     | Pierre Repellini  |
|    | Francia (bandiera)    | C     | Georges Bereta    |
|    | Francia (bandiera)    | C     | José Broissart    |

| N. |                       | Ruolo | Calciatore           |
| -- | --------------------- | ----- | -------------------- |
|    | Francia (bandiera)    | C     | Robert Herbin        |
|    | Francia (bandiera)    | C     | Aimé Jacquet         |
|    | Francia (bandiera)    | C     | Jean-Michel Larqué   |
|    | Francia (bandiera)    | C     | Christian Synaeghel  |
|    | Mali (bandiera)       | A     | Salif Keïta          |
|    | Francia (bandiera)    | A     | Patrick Parizon      |
|    | Francia (bandiera)    | A     | Hervé Revelli        |
|    | Francia (bandiera)    | A     | Patrick Revelli      |
|    | Jugoslavia (bandiera) | A     | Spasoje Samardžić    |
|    | Francia (bandiera)    | A     | Christian Sarramagna |

## Risultati

### Coppa dei Campioni
| Arbitro: | Limona |

|                       |           |  |
| Riva 7’, 70’ Nené 20’ | Marcatori |  |

| Arbitro: | Schulenburg |

|            |           |  |
| Larqué 32’ | Marcatori |  |

## Statistiche

### Andamento in campionato
| Giornata  | 1  | 2  | 3  | 4 | 5 | 6 | 7 | 8 | 9 | 10 | 11 | 12 | 13 | 14 | 15 | 16 | 17 | 18 | 19 | 20 | 21 | 22 | 23 | 24 | 25 | 26 | 27 | 28 | 29 | 30 | 31 | 32 | 33 | 34 | 35 | 36 | 37 | 38 |
| --------- | -- | -- | -- | - | - | - | - | - | - | -- | -- | -- | -- | -- | -- | -- | -- | -- | -- | -- | -- | -- | -- | -- | -- | -- | -- | -- | -- | -- | -- | -- | -- | -- | -- | -- | -- | -- |
| Luogo     | C  | T  | C  | T | C | T | C | T | C | T  | C  | T  | C  | T  | C  | C  | T  | C  | T  | C  | T  | C  | T  | C  | T  | C  | T  | C  | T  | T  | C  | C  | T  | T  | C  | T  | C  | T  |
| Risultato | P  | N  | V  | V | V | N | V | P | V | V  | V  | V  | V  | N  | N  | V  | P  | V  | N  | V  | N  | V  | N  | V  | N  | V  | V  | V  | N  | P  | P  | V  | P  | N  | V  | N  | V  | P  |
| Posizione | 12 | 14 | 12 | 7 | 6 | 2 | 6 | 3 | 2 | 1  | 3  | 1  | 1  | 2  | 2  | 1  | 2  | 2  | 2  | 2  | 2  | 2  | 2  | 1  | 1  | 1  | 1  | 1  | 1  | 1  | 1  | 1  | 2  | 2  | 2  | 2  | 2  | 2  |

Fonte:  France » Ligue 1 1970/1971 » Schedule, su worldfootball.net.
Legenda:

Luogo: C = Casa; T = Trasferta. Risultato: V = Vittoria; N = Pareggio; P = Sconfitta.